# Gerhard Budde

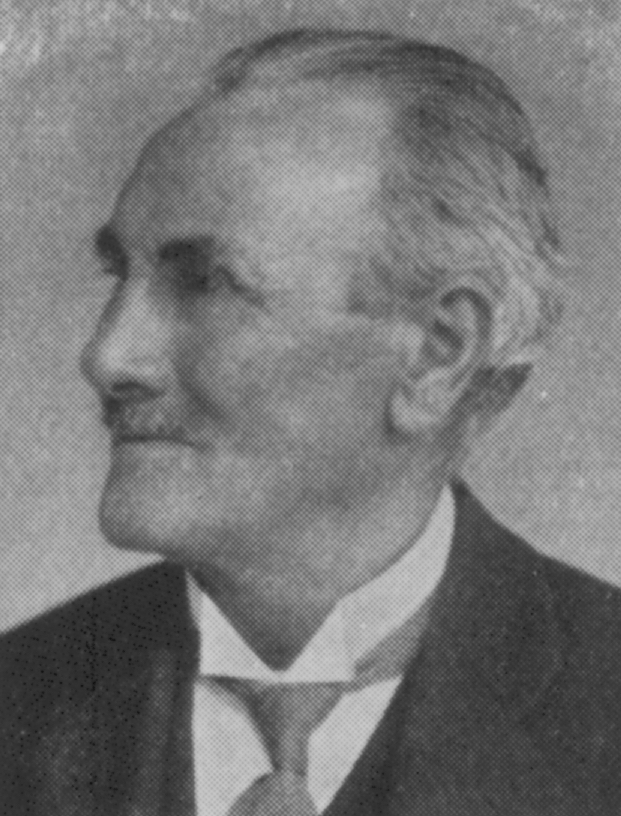
Gerhard Budde

Gerhard Budde (* 19. Februar 1865 in Leer; † 2. März 1944 in Langenholtensen) war ein deutscher Pädagoge und Schulreformer. 

## Leben
Budde war der Sohn des Webermeisters Johann Gerhard und dessen Frau Sara, geb. Ehmk. Er studierte in Marburg und Berlin neue Sprachen und Germanistik. Seit 1884 gehörte er dem Akademisch-Neuphilologischen Verein Marburg (seit 1925 Marburger Burschenschaft Rheinfranken) an.
Seit 1885 war er wissenschaftlicher Hilfslehrer am Gymnasium und Realgymnasium Leer, 1889 wechselte er an das Andreas-Realgymnasium in Hildesheim, bevor er 1890 an das Lyzeum I (später Ratsgymnasium) in Hannover ging. 1892 wurde er Oberlehrer, 1906 dann Studienrat und Professor. 1910 wurde er in Jena promoviert. Im gleichen Jahr wurde er an der Technischen Hochschule Hannover habilitiert und wirkte dort als Privatdozent für Pädagogik. 1922 wurde er nichtbeamteter Professor. 1924 wurde er als Studienrat pensioniert, 1935 dann von seiner Tätigkeit an der TH Hannover entbunden.
Budde war seit 1889 mit Johanne, geb. Boekholt verheiratet. Das Paar hatte einen Sohn und drei Töchter.

## Schriften (Auswahl)
- Bildung und Fertigkeit: gesammelte Aufsätze zur neusprachlichen Methodik. Meyer, Hannover u. a. 1905.
- Geschichte der fremdsprachlichen schriftlichen Arbeiten an den höheren Knabenschulen von 1812 bis auf die Gegenwart. Verlag der Buchhandlung des Waisenhauses, Halle a.S. 1905 (Digitalisat).
- Zur Reform der fremdsprachlichen schriftlichen Arbeiten an den höheren Knabenschulen. Verlag der Buchhandlung des Waisenhauses, Halle a.S. 1906.
- Die Theorie des fremdsprachlichen Unterrichts in der Herbart'schen Schule: eine historisch-kritische Studie nebst einem Vorschlag zu einer Neugestaltung des gesamten fremdsprachlichen Unterrichts nach einem einheitlichen Prinzip. Hahn, Hannover 1907.
- Hrsg.: Philosophisches Lesebuch für den deutschen Unterricht der Oberstufe aller höheren Lehranstalten. Hahn, Hannover 1908.
- Schülerselbstmorde. Jänecke, Hannover 1908.
- Mehr Freude an der Schule! Hahn, Hannover 1908.
- Der Kampf um die fremdsprachliche Methodik: sechs Vorträge gehalten in Jena anlässlich der Ferienkurse im August 1908. Hahn, Hannover 1908.
- Die Wandlung des Bildungsideals in unserer Zeit. Beyer, Langensalza 1909.
- Der Kampf gegen den Intellektualismus im Schulunterricht. Verlag Deutsche Zukunft, Leipzig 1909.
- Die Pädagogik der preussischen höheren Knabenschulen unter dem Einflusse der pädagogischen Zeitströmungen vom Anfang des 19. Jahrhunderts bis auf die Gegenwart. 2 Bde., Beyer, Langensalza 1910 (Bd. 1: Digitalisat; Bd. 2: Digitalisat).
- Das Gymnasium des 20. Jahrhunderts. Beyer, Langensalza 1910.
- Allgemeine Bildung und individuelle Bildung in Vergangenheit und Gegenwart. Beltz, Langensalza 1910.
- Der Kampf um die Vorherrschaft der Antike im Unterricht der höheren Knabenschulen. Beyer, Langensalza 1910.
- Aktuelle pädagogische Reformfragen: gesammelte Aufsätze. Beltz, Langensalza 1910.
- Die freiere Gestaltung des Unterrichts auf der Oberstufe der höheren Knabenschulen. Beyer, Langensalza 1910.
- Weltanschauung und Pädagogik in Einzelbildern: sechs Vorträge anlässlich der Ferienkurse in Jena im August 1910. Beyer, Langensalza 1911.
- Versuch einer prinzipiellen Begründung der Pädagogik der höheren Knabenschulen auf Rudolf Euckens Philosophie. Beyer, Langensalza 1911.
- Wie kann der fremdsprachliche Unterricht zur Persönlichkeitsbildung beitragen? Verlagsbuchhandlung Friedrich Bull, Straßburg 1911 (Aus Schule und Leben; 4).
- Die Lösung des Gymnasialproblems. Beyer, Langensalza 1912.
- Alte und neue Bahnen für die Pädagogik. Nemnich, Leipzig 1912 (Die Pädagogik der Gegenwart; 3).
- Moderne Bildungsprobleme. Beyer, Langensalza 1912
- Der Kampf gegen die Lernschule. Beyer, Langensalza 1912.
- Mehr Freiheit in der Schule! Hans Wehner, Leipzig 1912 (Die kritische Tribüne; 8).
- Sozialpädagogik und Individualpädagogik in typischen Vertretern. Beyer, Langensalza 1913.
- Die philosophische Grundlegung der Pädagogik Herbarts im Urteile P. Natorps. Beyer, Langensalza 1913 (Friedrich Mann's pädagogisches Magazin; 536).
- Sozialpädagogik und Individualpädagogik: in typischen Vertretern. Beyer, Langensalza 1913
- Die nationale Ausgestaltung des deutschen höheren Knabenschulwesens. Geibel, Hannover 1913.
- Die Weiterführung der Schulreform auf nationaler Grundlage. Beyer, Langensalza 1913.
- Das deutsche Gymnasium. Wehner, Leipzig 1913.
- Noologische Pädagogik: Entwurf einer Persönlichkeitspädagogik auf der Grundlage der Philosophie Rudolf Euckens. Beyer, Langensalza 1914.
- Aktuelle pädagogische Reformfragen: gesammelte Aufsätze. Julius Beltz, Langensalza um 1915.
- Krieg und höhere Schule! Beyer, Langensalza 1915.
- Philosophisch pädagogische Strömungen der Gegenwart. Beyer, Langensalza 1916 (Friedrich Mann's pädagogisches Magazin; 632).
- Schulreform und Sprachunterricht. Beltz, Langensalza 1917.
- Pestalozzi, Goethe und das Erziehungsproblem der Gegenwart. Perthes, Gotha 1917.
- Lehrplan für eine deutsche höhere Knabenschule: ein Vorschlag. Beltz, Langensalza 1917 (Digitalisat).
- Erziehungsfragen zur Zeit der französischen Revolution (ein Spiegel für die Gegenwart). Beyer & Söhne, Langensalza 1919 (Friedrich Mann's pädagogisches Magazin; 707) (Digitalisat).
- Die großen Denker der Menschheit: eine Einführung in die Philosophie für Haus und Schule (von Plato bis Eucken). Ziemsen, Berlin 1919 (Schriften des Schiller-Bundes; 4).
- Die höhere Schule im Rahmen der Einheitsschule. Beltz, Langensalza 1919.
- Der deutsche Idealismus. Beyer, Langensalza 1920 (Schriften aus dem Euckenkreis; 6) (Friedrich Mann's pädagogisches Magazin; 798).
- Welt- und Menschheitsfragen in der Philosophie Rudolf Euckens. Langensalza 1921 (Friedrich Mann's pädagogisches Magazin; 815).
- Geistige Strömungen und Erziehungsfragen im 19. Jahrhundert und in der Gegenwart. Handel, Breslau 1921.
- Gegenwartsfragen im Spiegel der Welt- und Lebensanschauung Fichtes. Beyer, Langensalza 1924 (Friedrich Mann's pädagogisches Magazin; 1010) (Schriften aus dem Euckenkreis;16) (Digitalisat).
- Was fordern wir für die Neubildung der höheren Schulen? Vortrag, gehalten im Auftrage des Euckenbundes in Jena am 11. Okt. 1924. Beyer, Langensalza 1925 (Schriften aus dem Euckenkreis;18) (Friedrich Mann's pädagogisches Magazin; 1039).
- Die Auswirkungen des Intellektualismus im Unterricht der alten Schule. Beyer, Langensalza 1925 (Friedrich Mann's pädagogisches Magazin; 1085).